# Jacek Marlicki
Jacek Marlicki (ur. 16 października 1968 w Zgierzu) – polski lekkoatleta, sprinter, mistrz Polski.
Na mistrzostwach Europy juniorów w 1985 w Chociebużu zdobył srebrny medal w sztafecie 4 x 100 m (razem z nim biegli Andrzej Popa, Jacek Konopka i Marek Parjaszewski). Wystąpił na mistrzostwach świata w 1991 w Tokio, gdzie odpadł w ćwierćfinale biegu na 100 m oraz w eliminacjach sztafety 4 x 100 m.
Był mistrzem Polski w biegu na 100 m w 1989 i 1990, a w 1991 zdobył trzy srebrne medale: na 100 m, 200 m i w sztafecie 4 x 100 m. Był również halowym mistrzem Polski w biegu na 60 m w 1990 i 1991. 

## Rekordy życiowe[2][3]
| Konkurencja          | Data i miejsce        | Wynik |
| -------------------- | --------------------- | ----- |
| bieg na 100 m        | 12 lipca 1991, Kielce | 10,33 |
| bieg na 200 m        | 14 lipca 1991, Kielce | 21,09 |
| bieg na 60 m (hala)  | 18 lutego 1990, Spała | 6,73  |
| bieg na 200 m (hala) | 24 lutego 1991, Spała | 21,97 |

Był zawodnikiem AZS AWF Wrocław.